# Jobby
Jobby Indústria e Comércio de Carrocerias Ltda. war ein brasilianischer Hersteller von Automobilen.

## Unternehmensgeschichte
Das Unternehmen aus Praia Grande stellte Automobile her und vermarktete sie als Jobby. Einerseits wird als Produktionszeitraum die Dekade von 1980 bis 1990 angegeben, andererseits werden einzelne Fahrzeuge auf 1974 und 1994 datiert.

## Fahrzeuge
Ein Modell war ein konventioneller VW-Buggy. Er basierte auf einem Fahrgestell von Volkswagen do Brasil und hatte einen luftgekühlten Vierzylinder-Boxermotor im Heck. Die offene türlose Karosserie bestand aus Fiberglas. Auffallend waren die eckigen Scheinwerfer, die in die Fahrzeugfront integriert waren.
Etwa 1990 gab es den Buggy auch mit Targadach.
Außerdem stand ein Mehrzweckfahrzeug auf VW-Basis im Angebot. Es ähnelte dem Jeep. Die eckig geformte Karosserie hatte zwei Türen und ein Targadach. Für den hinteren Bereich waren ein Softtop und ein Hardtop erhältlich.